# Pootroggen
De Pootroggen (Anacanthobatidae) zijn een familie die bestaat uit vijf geslachten.

## Taxonomie
- Familie: Anacanthobatidae (Pootroggen)
  - Geslacht: Anacanthobatis (von Bonde & Swart, 1923)
  - Geslacht: Indobatis (Weigmann et al., 2014)
  - Geslacht: Schroederobatis (Hulley, 1973)
  - Geslacht: Sinobatis (Hulley, 1973)
  -  Geslacht: Springeria (Bigelow & Schroeder, 1951)